# Bretagne-Séché Environnement/Saison 2015
Diese Liste beschreibt die Mannschaft und die Erfolge des Radsportteams Bretagne-Séché Environnement in der Saison 2015.

## Saison 2015

### Erfolge in der UCI Africa Tour
In der Saison 2015 gelangen dem Team nachstehende Erfolge in der UCI Africa Tour.
| Datum       | Rennen                              | Kat. | Sieger               |
| ----------- | ----------------------------------- | ---- | -------------------- |
| 18. Februar | 3. Etappe La Tropicale Amissa Bongo | 2.1  | Daniel McLay         |
| 20. Februar | 5. Etappe La Tropicale Amissa Bongo | 2.1  | Jauheni Hutarowitsch |
| 21. Februar | 7. Etappe La Tropicale Amissa Bongo | 2.1  | Jauheni Hutarowitsch |
| 22. Februar | 8. Etappe La Tropicale Amissa Bongo | 2.1  | Jauheni Hutarowitsch |

### Erfolge in der UCI Europe Tour
In der Saison 2015 gelangen dem Team nachstehende Erfolge in der UCI Europe Tour.
| Datum         | Rennen                             | Kat. | Sieger            |
| ------------- | ---------------------------------- | ---- | ----------------- |
| 28. Februar   | Classic Sud Ardèche                | 1.1  | Eduardo Sepúlveda |
| 22. März      | Cholet-Pays de Loire               | 1.1  | Pierrick Fédrigo  |
| 4. April      | Route Adélie                       | 1.1  | Romain Feillu     |
| 25. August    | 1. Etappe Tour du Poitou Charentes | 2.1  | Arnaud Gérard     |
| 13. September | Tour du Doubs                      | 1.1  | Eduardo Sepúlveda |

### Abgänge – Zugänge
| Zugänge              | Team 2014               | Abgänge               | Team 2015           |
| -------------------- | ----------------------- | --------------------- | ------------------- |
| Jauheni Hutarowitsch | AG2R La Mondiale        | Vegard Stake Laengen  | Team Joker          |
| Jonathan Hivert      | Belkin-Pro Cycling Team | Clément Koretzky      | Team Vorarlberg     |
| Pierrick Fédrigo     | FDJ.fr                  | Benjamin Le Montagner | U Nantes-Atlantique |
| Frédéric Brun        | BigMat-Auber 93         | Erwann Corbel         | VC Pays de Loudéac  |
| Matthieu Boulo       | Raleigh-GAC             |                       |                     |
| Maxime Cam           | Neoprofi                |                       |                     |
| Kévin Ledanois       | Neoprofi                |                       |                     |
| Daniel McLay         | Neoprofi                |                       |                     |

### Mannschaft
| Name                 | Geburtstag         | Nationalität           |              |
| -------------------- | ------------------ | ---------------------- | ------------ |
| Jean-Marc Bideau     | 8. April 1984      | Frankreich             |              |
| Matthieu Boulo       | 11. Mai 1989       | Frankreich             |              |
| Frédéric Brun        | 18. August 1988    | Frankreich             |              |
| Maxime Cam           | 9. Juli 1992       | Frankreich             |              |
| Anthony Delaplace    | 11. September 1989 | Frankreich             |              |
| Pierrick Fédrigo     | 30. November 1978  | Frankreich             |              |
| Brice Feillu         | 26. Juli 1985      | Frankreich             |              |
| Romain Feillu        | 16. April 1984     | Frankreich             |              |
| Armindo Fonseca      | 1. Mai 1989        | Frankreich             |              |
| Arnaud Gérard        | 6. Oktober 1984    | Frankreich             |              |
| Florian Guillou      | 29. Dezember 1982  | Frankreich             |              |
| Jonathan Hivert      | 23. März 1985      | Frankreich             |              |
| Jauheni Hutarowitsch | 29. November 1983  | Belarus                |              |
| Benoît Jarrier       | 1. Februar 1989    | Frankreich             |              |
| Christophe Laborie   | 5. August 1986     | Frankreich             |              |
| Kévin Ledanois       | 13. Juli 1993      | Frankreich             |              |
| Daniel McLay         | 3. Januar 1992     | Vereinigtes Königreich |              |
| Pierre-Luc Périchon  | 4. Januar 1987     | Frankreich             |              |
| Eduardo Sepúlveda    | 13. Juni 1991      | Argentinien            |              |
| Florian Vachon       | 2. Januar 1985     | Frankreich             |              |
| Stagiaires           | Stagiaires         | Nationalität           | Nationalität |
| Franck Bonnamour     | Franck Bonnamour   | Frankreich             |              |
| Caio Godoy           | Caio Godoy         | Brasilien              |              |
| Valentin Madouas     | Valentin Madouas   | Frankreich             |              |